# Аль-Хамада, Мазен
Мазен Аль-Хамада (араб. مازن الحمادة‎, Ма̄зин аль-Х̣ама̄да, романиз.: Māzin al-Ḥamāda; 3 июля 1977, Дайр-эз-Заур, Сирия — декабрь 2024, тюрьма Седная, Сирия) — сирийский активист из восточной мухафазы Дайр-эз-Заур. Хамада в течение более полутора лет был политическим заключённым и подвергался пыткам за участие в антиправительственных протестах во время Арабской весны в 2011 году. После изгнания из Сирии он стал искателем убежища в Нидерландах, где публично свидетельствовал о пережитом жестоком обращении.
В 2020 году Хамада стал жертвой насильственного исчезновения, когда при возвращении на родину в аэропорту его арестовала сирийская разведка (Мухабарат). Его тело было найдено в Седнайской тюрьме в декабре 2024 года после падения режима Асада.
Его похороны, состоявшиеся 12 декабря, посетили сотни сирийцев; с тех пор его прославляли как мученика и символа сирийской оппозиции.

## Биография
Хамада был выпускником Института нефтяной промышленности и работал техником во французской транснациональной нефтегазовой компании «Schlumberger». После Сирийской революции он стал сотрудничать с «Syrian Emergency Task Force», расположенным в Вашингтоне, округ Колумбия, при поддержке Государственного департамента США.
Во время протестов 2011 года он участвовал в демонстрациях с призывами к большей свободе и демократии, и снимал происходящие события на свой телефон. Хамада был впервые арестован спецслужбами режима 24 апреля 2011 года. Через неделю его уволили. После второго ареста 29 декабря 2011 года и последовавшего двухнедельного заключения в том же отделении он решил уехать в Дамаск.

## Аресты, заключения и пытки
В марте 2012 года Хамада попытался нелегально переправить 55 упаковок детской смеси в пригород Дамаска. Вскоре его и двух его племянников арестовали. Их доставили в отделение Воздушных разведывательных сил аэропорта «Меззех». Двое племянников Хамады позже скончались в заключении. Через две недели после ареста его самого содержали «в маленьком ангаре, чуть больше сорока футов (12 м) в длину и двадцати футов (6 м) в ширину» вместе со 170 другими заключенными-.
Под пытками Хамада заставляли сознаться в обвинениях в терроризме, хранении оружия и убийстве солдат режима. Когда он отказался оклеветать себя, — вызывали агентов, чтобы те пытали его. Его избили и подвесили за запястья. Чтобы облегчить свои страдания, он согласился подписать вынужденное признание, признав, что у него было оружие для защиты демонстрантов, но отказался признавать какие-либо преступления. Затем его перевели в другую комнату для допросов, где раздели и подвергли сексуальному насилию. После этих пыток он подписал все бумаги.
В начале 2013 года он заболел и был доставлен в военный госпиталь «601», который другие задержанные прозвали «бойней». Там он видел замученных до смерти заключенных, скопившиеся в туалетах трупы и персонал больницы, который до смерти избивает пациентов. Во время транспортировки в больницу Хамада испытал физическое насилие. Ему приказали забыть свое имя и присвоили номер «1858». Хамада умолял врача вернуть его под стражу.
Вернувшись в аэропорт Меззех, он в течение месяца лечился у узника-врача, прежде чем его перевели в военную полицию Кабуна 1 июня 2013 года, а затем в тюрьму «Адра» 5 июня 2013 года, где он оставался около двух месяцев. В конце концов Мазен был доставлен в антитеррористический суд, который постановил освободить его в сентябре 2013 года.
Во время заключения в тюрьмах режима, которое продлилось один год и семь месяцев, Хамада был подвергнут жестоким пыткам. Он пережил физическое, психическое и сексуальное насилие, а также получал постоянные физические и психологические травмы, что привело к утрате возможности иметь детей .

## Изгнание, возвращение, исчезновение, гибель
После освобождения Хамада всё ещё находился в розыске спецслужб. Поэтому он решил покинуть Сирию и подал заявление о политическом убежище в Нидерландах.

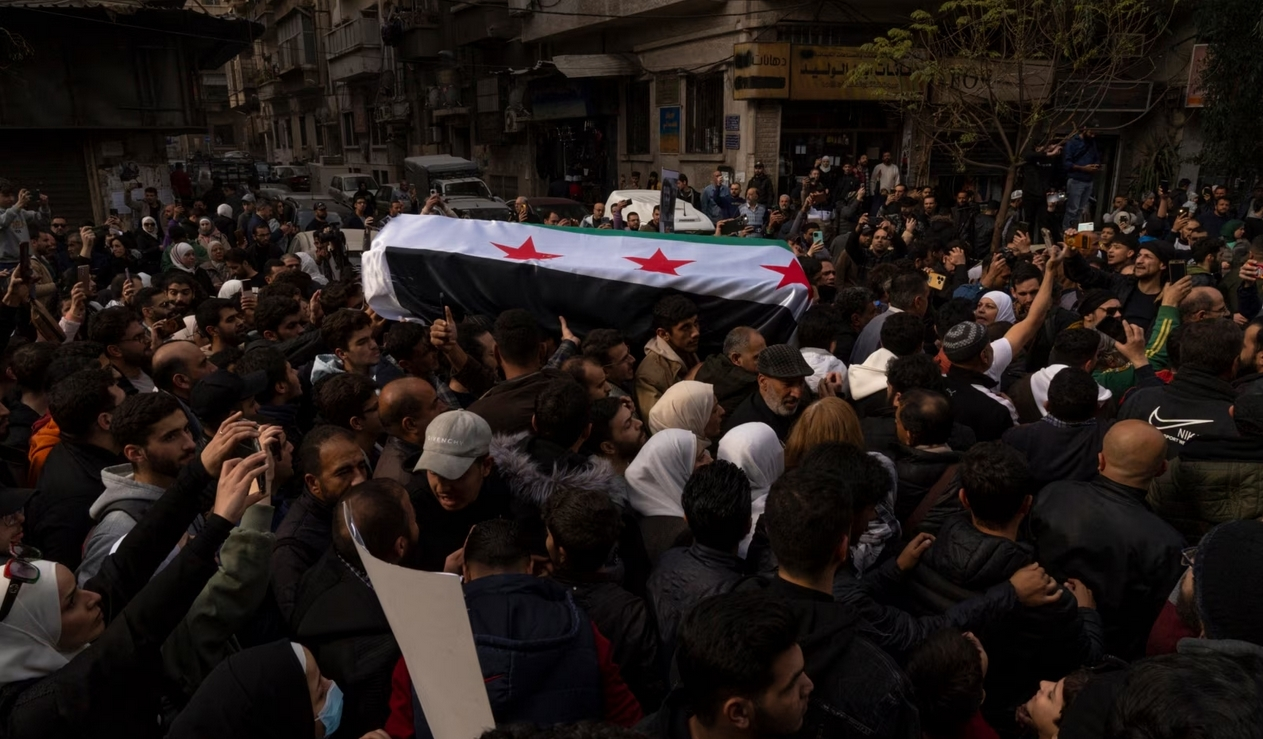
Тело Хамады несут процессией по Дамаску перед его похоронами

Хамада хотел помочь сирийцам, которые всё ещё находились под стражей, но чувствовал себя бессильным в попытках улучшить их ситуацию. Ходили слухи, что к нему обратились люди из сирийского посольства, близкие к режиму Асада, и что его заманили обратно в Сирию, обещая освободить задержанных. Хамада написал, что готов пожертвовать собой ради спасения других.
Хамада поехал в Берлин, где получил сирийский паспорт и визу в посольстве. По прибытии в аэропорт Дамаска 23 февраля 2020 года Хамада был задержан службами безопасности режима .
Тело Хамады было найдено 9 декабря 2024 года вскоре после того, как силы оппозиционной Свободной сирийской армии взяли под контроль тюрьму Седная во время падения Дамаска. Считается, что Хамада был казнён за несколько дней до обнаружения его тела, на котором остались значительные следы пыток и побоев.
Его похороны состоялись 12 декабря в Дамаске. Сотни людей посетили процессию, во время которой гроб был завешен оппозиционным флагом, а люди приветствовали погибшего как мученика. Своим мучеником его объявила Сирийская демократическая народная партия.